# Siphonoferidae
Siphonoferidae es una familia de foraminíferos bentónicos de la superfamilia Soritoidea, del suborden Miliolina y del orden Miliolida. Su rango cronoestratigráfico abarca el Noriense (Triásico superior).

## Clasificación
Siphonoferidae incluye al siguiente género:
- Siphonofera †